# Ákos Braun
Ákos Braun (* 26. června 1978 Paks, Maďarsko) je bývalý maďarský zápasník–judista.

## Sportovní kariéra
S judem začínal v 7 letech v rodném Paksu. Připravoval se v klubu Paksi Atomerőmű pod vedením László Hangyásiho. V maďarské seniorské reprezentaci se pohyboval od roku 1997 v lehké váze do 73 kg. Na pozici reprezentační jedničky se prosadil až v roce 2002. Ve světovém poháru se pravidelně dostával do finálových kol, ale svoji výkonnost na mistrovství světa či Evropy dlouhodobě nepotvrzoval. V roce 2004 vypadl v úvodním kole květnového mistrovství Evropy a přišel o start na olympijských hrách v Athénách.
V roce 2005 se výsledkově probudil a nečekaný titul mistra Evropy potvrdil na podzim ziskem titulu mistra světa. Tento mezi evropskými judisty ojedinělý double (v jednom roce) však zůstal jediným výrazným momentem v jeho sportovní kariéře. Od roku 2006 se opět výsledkově trápil a v roce 2008 se na olympijské hry v Pekingu nekvalifikoval. Sportovní kariéru ukončil v roce 2009. Věnuje se trenérské práci.
Ákos Braun byl levoruký judista, typický představitel maďarské zápasnické školy juda. Technické nedostatky v postoji doháněl bojovností a fyzickou přípravou. Předváděl divácky atraktivní judo s nástupy do chvatů ze všech možných pozic. Technicky výrazně lepší byl boji na zemi (ne-waza), kde převládaly techniky páčení.

### Vítězství
- 2002 - 1x světový pohár (Rotterdam)
- 2005 - 1x světový pohár (Varšava)

## Výsledky
| Turnaj             | 2002       | 2003       | 2004       | 2005       | 2006       | 2007       | 2008       |
| Turnaj             | 24         | 25         | 26         | 27         | 28         | 29         | 30         |
| Turnaj             | lehká váha | lehká váha | lehká váha | lehká váha | lehká váha | lehká váha | lehká váha |
| ------------------ | ---------- | ---------- | ---------- | ---------- | ---------- | ---------- | ---------- |
| Olympijské hry     |            |            | —          |            |            |            | —          |
| Mistrovství světa  |            | úč.        |            | 1.         |            | úč.        |            |
| Mistrovství Evropy | úč.        | úč.        | úč.        | 1.         | úč.        | úč.        | 3.         |